# Purica s mlincima
Purica s mlincima – tradycyjne chorwackie bożonarodzeniowe danie główne złożone z indyka upieczonego w całości i makaronu typu mlinci.
Potrawa pochodzi z Zagorja gdzie w XV wieku paulini sprowadzili indyka z Włoch (symbol regionu, rasa indyków zagorskich została później udoskonalona i jest do dziś rozwijana, charakteryzując się wysoką jakością mięsa). Mlinci to swoista odmiana chorwackiego makaronu, który jest chrupiący, ma neutralny smak i przypomina podpłomyk – ciasto wyrabia się w tym przypadku z mąki, wody i ewentualnie jajek oraz rozwałkowuje na cienkie i szerokie arkusze. Dodatkami w procesie przygotowania indyka są pietruszka, papryka mielona i smalec.
Spożywanie puricy z mlincima ma charakter rodzinny – indyka dzieli się na porcje dla poszczególnych osób. Serwowany jest chętnie jako główne danie podczas obiadu w Boże Narodzenie. Potrawa znajduje się w menu restauracji na terenie Zagorja.
14 czerwca 2016 indyk zagorski otrzymał oznaczenie pochodzenia geograficznego Unii Europejskiej.